# Bernardo II di Laon
Bernardo II (845 circa – prima 893) fu conte di Laon e membro della dinastia Herbertiani, un ramo della dinastia carolingia. Era un discendente di Pipino d'Italia e Carlo Magno.

## Biografia
Era il primo figlio di Pipino I di Vermandois, primo conte di Vermandois, signore di Senlis, Péronne e San Quintino. Nell'877/878 fu nominato conte di Laon da Carlo il Calvo. Alcune volte andò a Parma in Italia.
La moglie di Bernardo II è sconosciuta.
Secondo il Settipani fu uno degli esecutori testamentari dell'imperatore, Carlo il Calvo, come è confermato nel Le capitulaire de Kiersy-sur-Oise (Paris). Non sembra aver avuto discendenti; tuttavia alcuni autori, tra cui lo storico e genealogista secentesco Francesco Zazzera, riportano che si trasferì in Italia, in Abruzzo, nella Marsica, dando origine alla famiglia dei Berardi, noti come Conti dei Marsi; in particolare lo Zazzera nella sua opera Della nobiltà dell'Italia ne ricostruisce l'albero genealogico; invece, più recentemente, lo storico italiano Giuseppe Pochettino, nel suo articolo I Pipinidi in Italia (sec. VIII-XII), sostenne che Bernardo si trasferì in Italia, dando origine alla famiglia dei Bernardingi, attiva a Parma, a Cremona e a Pavia.

## Ascendenza
|                        |   |                   | Genitori |  |  | Nonni |  |  | Bisnonni        |  |  | Trisnonni   |  |
|                        |   |                   |          |  |  |       |  |  | Pipino d'Italia |  |  | Carlo Magno |  |
|                        |   |                   |          |  |  |       |  |  | Pipino d'Italia |  |  | Carlo Magno |  |
|                        |   | Ildegarda         |          |  |  |       |  |  | Pipino d'Italia |  |  |             |  |
| Bernardo d'Italia      |   |                   |          |  |  |       |  |  | Pipino d'Italia |  |  |             |  |
|                        |   | Cunegonda di Laon | …        |  |  |       |  |  |                 |  |  |             |  |
|                        |   | Cunegonda di Laon | …        |  |  |       |  |  |                 |  |  |             |  |
|                        |   | Cunegonda di Laon | …        |  |  |       |  |  |                 |  |  |             |  |
| Pipino I di Vermandois |   | Cunegonda di Laon |          |  |  |       |  |  |                 |  |  |             |  |
|                        |   | …                 | …        |  |  |       |  |  |                 |  |  |             |  |
|                        |   | …                 | …        |  |  |       |  |  |                 |  |  |             |  |
|                        |   | …                 | …        |  |  |       |  |  |                 |  |  |             |  |
| Cunegonda              |   | …                 |          |  |  |       |  |  |                 |  |  |             |  |
|                        |   | …                 | …        |  |  |       |  |  |                 |  |  |             |  |
|                        |   | …                 | …        |  |  |       |  |  |                 |  |  |             |  |
|                        |   | …                 | …        |  |  |       |  |  |                 |  |  |             |  |
| Bernardo II di Laon    |   | …                 |          |  |  |       |  |  |                 |  |  |             |  |
|                        | … | …                 |          |  |  |       |  |  |                 |  |  |             |  |
|                        | … | …                 |          |  |  |       |  |  |                 |  |  |             |  |
|                        | … | …                 |          |  |  |       |  |  |                 |  |  |             |  |
| …                      | … |                   |          |  |  |       |  |  |                 |  |  |             |  |
|                        |   | …                 | …        |  |  |       |  |  |                 |  |  |             |  |
|                        |   | …                 | …        |  |  |       |  |  |                 |  |  |             |  |
|                        |   | …                 | …        |  |  |       |  |  |                 |  |  |             |  |
| …                      |   | …                 |          |  |  |       |  |  |                 |  |  |             |  |
|                        |   | …                 | …        |  |  |       |  |  |                 |  |  |             |  |
|                        |   | …                 | …        |  |  |       |  |  |                 |  |  |             |  |
|                        |   | …                 | …        |  |  |       |  |  |                 |  |  |             |  |
| …                      |   | …                 |          |  |  |       |  |  |                 |  |  |             |  |
|                        |   | …                 | …        |  |  |       |  |  |                 |  |  |             |  |
|                        |   | …                 | …        |  |  |       |  |  |                 |  |  |             |  |
|                        |   | …                 | …        |  |  |       |  |  |                 |  |  |             |  |
|                        |   | …                 |          |  |  |       |  |  |                 |  |  |             |  |